# Порнодиалер
Порнодиалер (от англ. dial — звонить) — вредоносная программа, предназначенная для кражи денег путём выставления счетов за телефонные звонки на платные телефонные номера. Порнодиалеры действуют только при наличии обычного телефонного модема; если модем отключен или его нет, порнодиалер не может нанести никакого вреда. Часто такой класс вредоносных программ называют просто диалер или дайлер, однако не следует путать вредоносное ПО с одноимёнными полезными программами, предназначенными для дозвона при помощи телефонного модема.

## Принцип действия
Обычно порнодиалеры под каким-либо предлогом предлагают скачать и запустить на порносайтах для просмотра порнографии (отсюда и название) самому пользователю, хотя известны случаи распространения с других сайтов и использование порнодайлерами различных способов автоматического распространения и запуска. Программа разрывает текущее соединение, отключает динамик модема, дозванивается до заложенного в ней телефонного номера платной линии (где установлена повременная плата за входящие звонки и деньги поступают владельцу номера) и устанавливает интернет-соединение с порносайтом через модем на другом конце линии.
Пользователь, не догадываясь о том, что использует другое (и очень дорогостоящее: от 2 до 70 долларов за минуту) интернет-соединение, просматривает порносайт, а деньги поступают владельцу платной телефонной линии.
Несмотря на существенное сокращение используемого dialup-доступа в интернет и исчезновение из комплектации компьютеров модемов, в конце нулевых порнодайлеры пережили еще одну вспышку распространения, начав использовать для дозвона на платные телефонные номера встроенные возможности смартфонов.